# Loving Her
Loving Her (1974) es una novela escrita por la autora y periodista estadounidense Ann Allen Shockley. Es considerada como una de las primeras, si no la primera, obra publicada de literatura lésbica negra, ya que presenta abiertamente a una protagonista lesbiana negra y una relación lésbica interracial.

## Contexto
El lanzamiento de Loving Her fue innovador en sí mismo, ya que se sentó las bases de la literatura lésbica negra. Como proclamó la autora Alycee Lane, autora del prólogo de Loving Her en su publicación de 1997, la novela no sólo fue pionera en su tema general de lesbiana negra, sino que fue simultáneamente la "primera en presentar a una lesbiana negra como protagonista". La autora y crítica estadounidense Jewelle Gomez escribió en Home Girls que la novela de Shockley es "un esfuerzo innovador cuyo mero logro merece aplauso". La novelista estadounidense Alice Walker aplaudió a Ann Allen Shockley y Loving Her por arrojar luz sobre el lesbianismo interracial en un artículo de la revista Ms. en 1975, y declaró en una edición de 1998 de American Quarterly que Loving Her es de "inmenso valor" y "nos permite vislumbrar intimidades físicas entre mujeres que, en el pasado, han sido deliberadamente ridiculizadas u oscurecidas".
Según la crítica literaria y estudiosa de la mujer Bonnie Zimmerman, la publicación de 1974 de Loving Her fue aún más trascendental debido a que es anterior a una edición de 1979 de Conditions, una colaboración editorial entre Barbara Smith y Lorraine Bethel, que hizo que la escritura lésbica negra fuera "ampliamente público" y colocar el género en el mapa literario. Además, la novela contribuye a debates importantes sobre las mujeres negras durante las décadas de 1960 y 1970, incluida su confrontación del "racismo, el patriarcado y las instituciones heterosexistas que amenazan la capacidad de acción de las mujeres negras". Con la obra Loving Her, Ann Allen Shockley profundizó en la interseccionalidad de la "etnicidad, sexualidad, género y clase".